# Reso (Euripide)
Il Reso (in greco antico: Ῥῆσος?, Rhêsos) è una tragedia pervenuta nel corpus delle tragedie euripidee. Fin dall'antichità si è dibattuto sull'autore dell'opera, ma la maggior parte dei critici oggi la considera un'opera non di Euripide, ma di un tragediografo ignoto del IV secolo a.C. L'opera riprende un celebre episodio già raccontato nel canto X dell'Iliade, con alcuni sviluppi.

## Trama
Decimo anno della guerra di Troia: una notte le sentinelle del campo troiano avvistano fuochi greci all'orizzonte. Enea decide allora di mandare un esploratore, Dolone, per capire cosa stia succedendo. Subito dopo, un pastore dà l'annuncio dell'arrivo di un esercito di Traci agli ordini del loro giovane re Reso, alleato della città assediata.
Nel frattempo anche gli Achei mandano in missione due guerrieri: Odisseo e Diomede. Essi uccidono Dolone e penetrano nell'accampamento dei Traci, dove trucidano Reso nel sonno e rubano le sue preziose cavalle. In questo sono aiutati dalla dea Atena, che appare a Paride sotto le sembianze di Afrodite (favorevole ai Troiani) e lo convince che nessuno è entrato nel campo. Dell'omicidio viene inizialmente accusato Ettore, ma nel finale appare una Musa, madre del re tracio, che chiarisce come si sono svolti i fatti e compiange Reso, profetizzando poi per lui una prossima resurrezione ad opera degli dei inferi, i quali lo destineranno però a soggiornare perpetuamente in un misterioso luogo sotterraneo.
(Reso, traduzione di Ettore Romagnoli)

## Commento

### Il problema dell'attribuzione
Il Reso è una tragedia decisamente anomala all'interno del corpus euripideo, tanto che già i filologi antichi dubitavano della sua paternità. Ecco le argomentazioni principali:
- È un'opera di scarso valore, nettamente inferiore alle altre tragedie greche a noi note (euripidee e non); i personaggi non hanno profondità psicologica e le potenzialità drammatiche della storia non vengono sfruttate.
- In tutte le tragedie di Euripide a noi note è il protagonista a subire la sorte tragica, invece in quest'opera Odisseo, il personaggio principale, è un eroe fortunato.
- In una scena della tragedia, Atena si presenta a Paride sotto le sembianze di Afrodite. Non conosciamo nessun'altra opera greca del V secolo a.C. in cui un dio prenda l'aspetto di un altro.
- Peculiarità lessicali e di stile.

La quasi totalità degli studiosi ritiene quindi che il Reso sia in realtà opera di un drammaturgo del IV secolo a.C. imitatore di Euripide, e il suo motivo di interesse starebbe dunque proprio nel fatto di essere l'unica tragedia di quel periodo a noi rimasta. È possibile che in tempi antichi l'opera sia stata inserita in una raccolta di tragedie di Euripide, o che essa abbia sostituito un'ipotetica tragedia euripidea omonima. Ciò può essere avvenuto per errore o per motivi a noi ignoti. D'altra parte, una minoranza di studiosi ritiene invece che le anomalie del Reso dipendano dal fatto di essere l'opera di un Euripide ancora giovane e privo di esperienza.